# Желдец (река)
Желдец (укр. Желдець) — река в Шептицком районе Львовской области Украины. Правый приток реки Рата (бассейн Вислы).
Длина 43 км, площадь водосборного бассейна 227 км². Уклон реки 1,1 м/км. Ширина долины 1-3 км. Русло канализированное, зарегулированное прудами, шириной 8-10 м. Используется для технического водоснабжения.
Берёт начало между сёлами Колоденцы и Выхопни. Течёт в основном на север в пределах Надбужанской котловины. Впадает в Рату севернее села Боровое, расположенное между городами Великие Мосты и Сосновка.
Протекает через сёла Выхопни, Воля-Жовтанецкая, Высокофёдоровка, Желдец, Мазярка, Купичволя, Стремень, Реклинец, Боровое.